# Calumma globifer
Calumma globifer är en ödleart som beskrevs av  Günther 1879. Calumma globifer ingår i släktet Calumma och familjen kameleonter. IUCN kategoriserar arten globalt som starkt hotad. Inga underarter finns listade.